# Viva Technology
Viva Technology, ou VivaTech, est un rendez-vous annuel consacré à l'innovation technologique et aux start-up créé en 2016. Il se tient annuellement au Paris Expo Porte de Versailles, à Paris en France, et est organisé par les groupes Les Échos et Publicis. Les trois premiers jours de VivaTech s'adressent exclusivement aux start-up, investisseurs, exécutifs, étudiants et académiques. L'événement est ouvert au grand public le quatrième jour.

## Historique
En 2016, la première édition de VivaTech, du 30 juin au 2 juillet 2016 à Paris (France), attire près de 45 000 visiteurs, dont 5 000 start-up. Eric Schmidt, Jimmy Wales, Tim Armstrong, et Emmanuel Macron, alors ministre des Finances, interviennent lors de l'événement.
En 2017, à Paris Expo Porte de Versailles du 14 au 16 juin, Vivatech accueille 6 000 start-up, 1 400 investisseurs et 1 500 journalistes. Le président de la République Emmanuel Macron y prononce le discours d'ouverture le 14 juin, annonçant un fonds de 10 milliards d'euros pour l'innovation, et le lancement d'un « visa technologique français » pour les entrepreneurs internationaux. Chez les intervenantes, la part des femmes passe de 25 % en 2016 à 35 % en 2017.
En 2018, du 24 au 26 mai, à Paris le salon réunit plus de 100 000 visiteurs, et plus de 300 conférenciers internationaux (dont Mark Zuckerberg, Satya Nadella, Dara Khosrowshahi, Ginni Rometty, Chuck Robbins et Bill McDermott). Les start-up africaines sont mises en avant, avec la création d'un hub dédié, Afric@Tech, pour mettre en avant les innovations de 50 start-up présentes. Le président Emmanuel Macron annonce un programme de 65 millions d'euros destiné à investir dans des start-up africaines. Le président du Rwanda, Paul Kagame est présent (et accueilli par le président Macron la veille au palais de l'Élysée).
En 2019, la quatrième édition de l'événement se tient sous le signe de l'« innovation positive » (« Tech for Good »), 124 000 visiteurs sont présents à Paris Expo Porte de Versailles, les 16 et 17 mai pour les professionnels et le 18 pour le grand public. Près de 13 000 start-up sont présentes, ainsi que 450 personnalités du monde entier, telles que Young Sohn (en), président de Samsung, Philippe Wahl, PDG de La Poste, ou Bernard Arnault. Jack Ma, président du groupe Alibaba, Justin Trudeau, Premier ministre du Canada, le champion olympique Usain Bolt, Holly Ridings de la NASA, John Kerry et Margrethe Vestager prennent également la parole au cours de l'événement.
En 2022 (6e édition), 91 000 visiteurs sont enregistrés, ce qui est moins qu'avant Covid.
En 2023, plus de 150 000 visiteurs sont enregistrés, (plus qu'en 2023 pour le CES de Las Vegas, salon annuel de référence dans le domaine des nouvelles technologies.
En 2024 (8e édition), plus de 165 000 visiteurs sont présents sur les 4 jours de la conférence (22 au 25 mai).
En 2025, le salon a été encore plus marqué par l'IA et son cloud (plus de 40 % des exposants), devant environ 180 000 visiteurs (15 000 de plus qu'en 2024), il a mis en avant la cybersécurité, la santé et la mobilité autonome et l'arrivée de l'ordinateur quantique (une Quantum Zone était dédiée au sujet, portée par OVHcloud, Eviden et Quantonation). L'Américain NVIDIA et le français Mistral AI ont annoncé collaborer pour créer Mistral Compute, un cloud dédiée à l’IA, basé sur 18 000 superpuces Blackwel, chacune dotée de 208 milliards de transistors, et conçue pour le calcul accéléré et l'IA). OVH a aussi accru ses outils de souveraineté numérique européenne dont via un partenariat avec Equans Digital (pour une infrastructure cloud souveraine et sécurisée pour données sensibles des industriels, collectivités et acteurs de la santé). OVHcloud a fait le bilan des 10 ans de son Startup Program (plus de 5 000 start-ups doublement accompagnées, technologiquement et par un mentorat, dont sur la soutenabilité environnementales de l'IA). 
Le salon s'est déroulé dans un contexte de tensions commerciales et militaires internationale, dont en raison des politiques protectionnistes de la seconde administration Trump. Face aux hausses des tarifs douaniers et aux restrictions imposées à certaines universités et centres de recherche par le Seconde présidence de Donald Trump et son département de l'Efficacité gouvernementale, de nombreuses start-ups européennes réévaluent la géographie de leur stratégie de développement. Une étude académique (2025) de MBS menée auprès de 119 entrepreneurs français révèle que seules 6,7 % des start-ups interrogées envisagent une délocalisation aux États-Unis, tandis que 60 % perçoivent cette période comme une opportunité pour renforcer un pôle technologique européen autonome. L'Europe, avec son marché de 450 millions de consommateurs et sa stratégie de souveraineté numérique, pourrait tirer parti de cette situation, via notamment des initiatives comme Gaia-X et la relocalisation dans l'UE des infrastructures de données sensibles. En dix ans, le nombre de start-ups européennes a été multiplié par cinq, avec plus de 350 licornes recensées en 2025. Malgré une baisse des levées de fonds par rapport aux records de 2021, les financements ont atteint 42 à 45 milliards de dollars en 2024. Face aux incertitudes économiques, 68 % des start-ups françaises disent s'adapter en privilégiant des fournisseurs européens et en diversifiant leurs marchés. Ce repositionnement stratégique pourrait marquer un tournant pour l'écosystème technologique européen.